# Plesionika acanthonotus
Plesionika acanthonotus är en kräftdjursart som först beskrevs av Sidney Irving Smith 1882.  Plesionika acanthonotus ingår i släktet Plesionika och familjen Pandalidae. Inga underarter finns listade i Catalogue of Life.